# Economie van de Irokezen

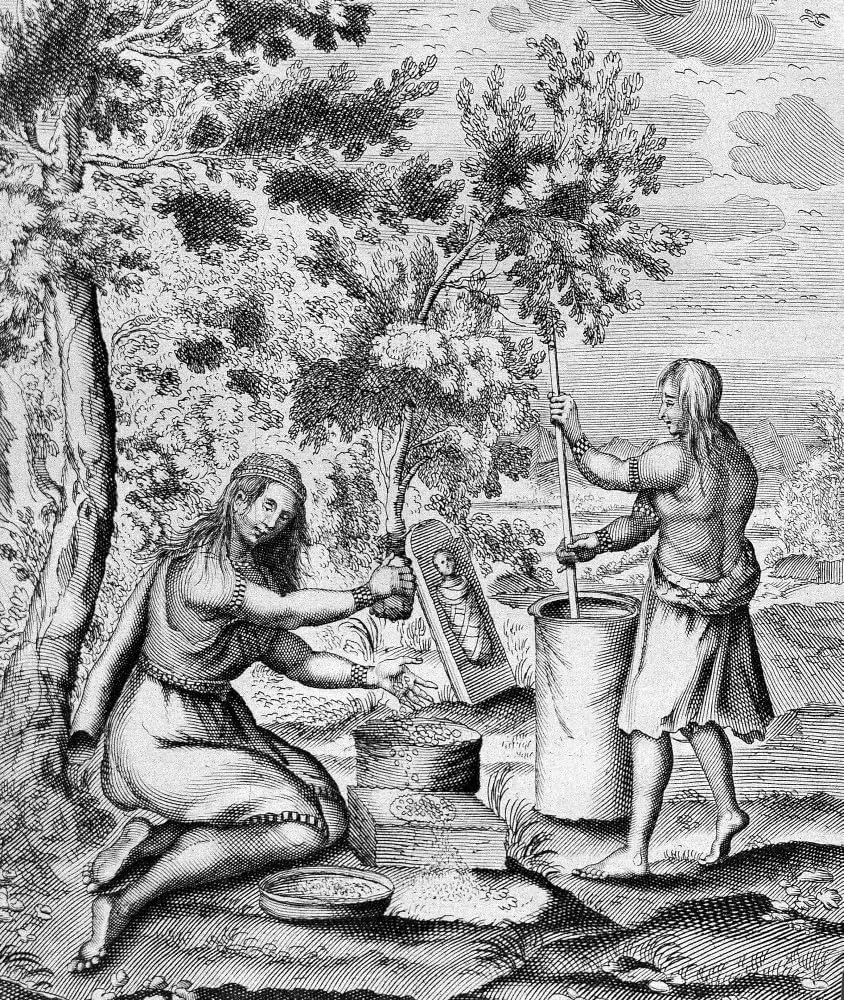
Irokeze vrouwen aan het werk met malen van maïs en gedroogde bessen (gravure uit 1664)

De economie van de Irokezen (ook wel bekend als de Haudenosaunee) richtte zich oorspronkelijk op de gemeenschappelijke productie en combineerde elementen uit zowel de tuinbouw als uit jager-verzamelaar-systemen. De stammen van de Irokeze federatie en andere Noord-Irokees-sprekende volkeren, waaronder de Huron, leefden in de regio, van wat nu de staat New York en het Grote Meren-gebied is. De Irokeze confederatie bestond uit vijf verschillende stammen - later werd een zesde toegevoegd - die zich al voor de Europese kolonisatie aan een hadden gesloten. Hoewel geen Irokezen, maakten de Huron-volkeren deel uit van dezelfde taalgroep en was hun economie goed vergelijkbaar met die van de Irokezen. De Irokese volkeren waren overwegend agrarisch, en verbouwden de "Drie Zusters", die algemeen werden gekweekt door Indiaanse groepen: maïs, bonen en kalebassen. Zij ontwikkelden bepaalde culturele gebruiken die gerelateerd waren aan hun levensstijl. Hieronder waren ideeën over aard en beheer van eigendom.
De Irokezen ontwikkelden een economisch systeem dat zeer verschilt van de nu dominante westerse variëteit. Dit systeem werd gekenmerkt door componenten zoals gemeenschappelijke eigendom van het land, arbeidsverdeling naar geslacht, en handel die vooral was gebaseerd op gifteconomie.
Noord-Amerika:
Antigua en Barbuda  · Bahama's  · Barbados  · Belize  · Canada  · Costa Rica  · Cuba  · Dominica  · Dominicaanse Republiek  · El Salvador  · Grenada  · Guatemala  · Haïti  · Honduras  · Jamaica  · Mexico  · Nicaragua  · Panama  · Saint Kitts en Nevis  · Saint Lucia  · Saint Vincent en de Grenadines  · Trinidad en Tobago  · Verenigde Staten

Zuid-Amerika: Argentinië · Bolivia  · Brazilië  · Chili  · Colombia  · Ecuador  · Guyana  · Paraguay  · Peru  · Suriname  · Uruguay  · Venezuela

Land van het Koninkrijk der Nederlanden: Aruba · Curaçao · Sint Maarten

Nederlands openbaar lichaam: Bonaire · Sint Eustatius · Saba

Geschiedenis: Economie van de Irokezen